# ФК Будьо/Глимт
ФК Бодьо/Глимт (на норвежки: Fotballklubben Bodø/Glimt) е норвежки футболен клуб, базиран в едноименния град Будьо. Състезава се в първото ниво на норвежкия футбол. Играе мачовете си на стадион Аспмюра.

## Успехи
- Типелиген: (Висша лига)
  -  Шампион (4): 2020, 2021, 2023, 2024
  -  Второ място (5): 1977, 1993, 2003, 2019, 2022
  -  Трето място (1): 1995

- Купа на Норвегия:
  -  Носител (2): 1975, 1993
  -  Финалист (5): 1977, 1996, 2003, 2022, 2023

- 1 дивизия (2 лига)
  -  Шампион (2): 2013, 2017

- Купа на Северна Норвегия:
  -  Носител (9): 1930, 1933, 1934, 1939, 1952, 1963, 1964, 1967, 1969
  -  Финалист (5): 1949, 1955, 1961, 1962, 1966

## Европейски турнири
- Лига Европа – 1 път
  - 1/2 финал (1): 2024/25